# 2022年ブルキナファソクーデター
2022年1月ブルキナファソクーデター（2022ねん1がつブルキナファソクーデター）は、西アフリカにあるブルキナファソの首都ワガドゥグーにて、2022年1月23日より発生したブルキナファソ国軍の反乱に端を発するクーデターである。この結果、ロック・マルク・クリスチャン・カボレ大統領率いる文民政権は6年あまりで幕を下ろし、軍部による「防衛と回復のための愛国運動」（MPSR）が政権を掌握した。
イスラム過激派勢力を制圧できないカボレ政権への不満が背景にあった。

## 背景

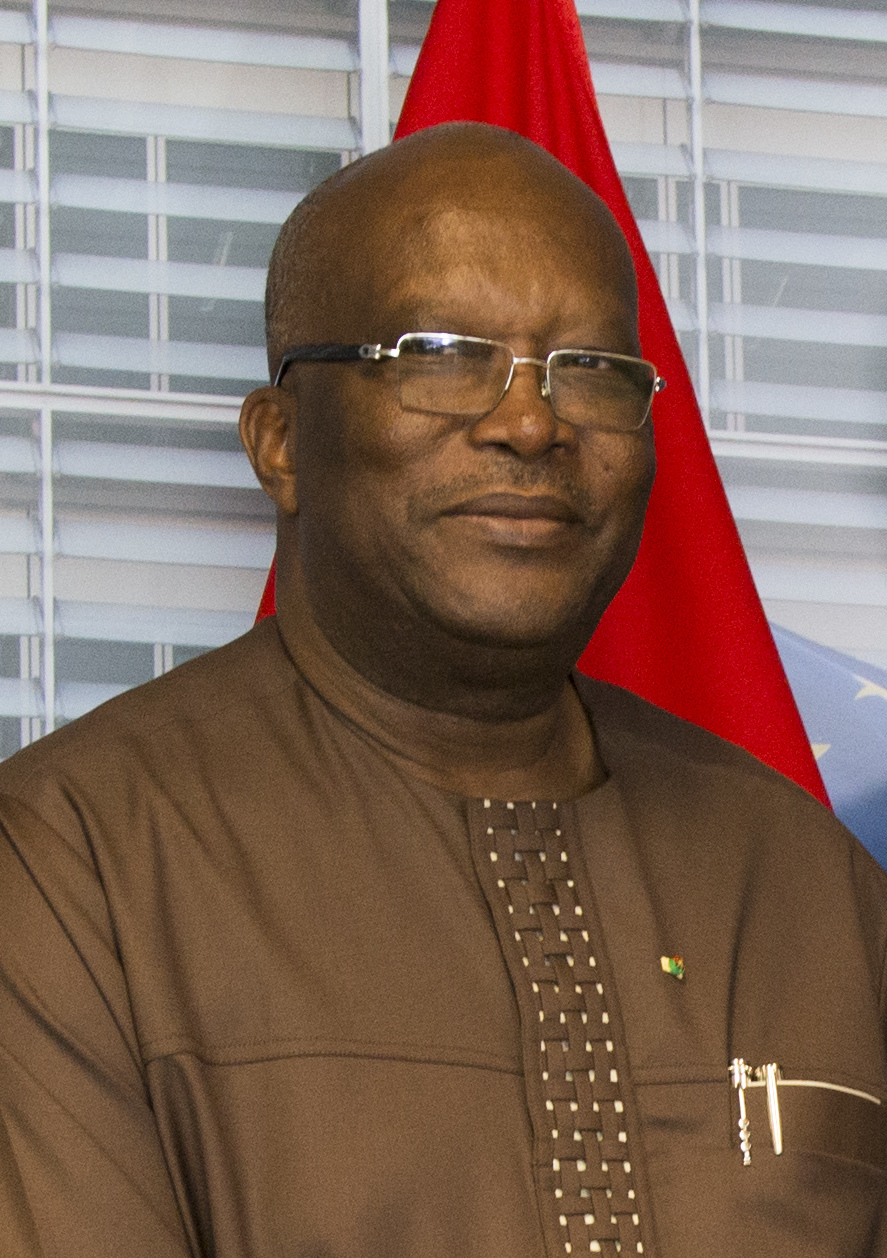
ロック・マルク・クリスチャン・カボレ（2018年）

2014年の軍事クーデターでブレーズ・コンパオレ大統領の27年にも及んだ長期政権が終焉して以降、同国は軍事政権が続き再びクーデターが計画されるなど政情が不安定であった。2015年11月29日の大統領選挙で進歩のための国民運動党首のロック・マルク・クリスチャン・カボレ元首相が民主的に選出され、12月29日に就任宣誓を行い同国は民政復帰を果たした。
しかし2015年より「イスラムとイスラム教徒の支援グループ」（GSIM）や「大サハラのイスラム国」（ISGS）など、一部は「イラク・レバントのイスラム国」（ISIS）や「アルカーイダ」とのつながりがあるイスラム過激派が相次いで隣国マリ共和国から侵入して襲撃事件を起こすようになり、特に2016年以降はブルキナファソにおけるゴールドラッシュに合わせて金鉱が襲撃されるようになり、政府の調査によれば2020年までの4年間で1億4000万ドル（約150億円）が略奪され、イスラム過激派の資金源となったとみられているほか、一部地域を支配され住民が厳格なイスラム法の遵守を強要された。一方でブルキナファソ国軍は訓練も装備も不十分だったため劣勢に立たされ、軍からはイスラム過激派に対する対策が不足していることに政府への不満が高まった。
ブルキナファソを含むサヘル5カ国（ブルキナファソ、チャド、マリ、モーリタニア、ニジェール）は旧宗主国であるフランスの支援を受けて2014年にテロ対策部隊を合同で創設したものの、資金や訓練、装備が不足したため当初は5000人程度の規模になる予定であったが5年経っても4000人規模にとどまるなど思うような効果は上げられなかった。このため2019年9月には西アフリカ諸国経済共同体（ECOWAS）においてテロ対策に向こう5年間で10億ドル（約1100億円）を投じる計画を決定するなど、イスラム過激派への対応に苦戦を余儀なくされていた。
2020年11月22日の大統領選挙でカボレは再選を果たしたものの、2021年4月26日に兵士や森林警備隊員が密猟防止の警備を行っていたところを襲撃され、同行していたスペイン人の報道関係者2人を含む3人が死亡し、また6月上旬には北部にあるソルハン村がイスラム過激派とみられる勢力に襲撃され、約20人の子どもを含む住民少なくとも160人が死亡、2015年以降のイスラム過激派による襲撃としては最悪の死者数を記録するなど一向に治安は回復しなかったため、カボレに対する抗議運動が活発化していった。イスラム過激派による襲撃で既に約2000人が死亡し、国内避難民となったのは約150万人と推計された。

## 推移
イスラム過激派に対抗するための軍備増強や軍上層部の解任、負傷した兵士に対する治療環境の改善、また戦死した兵士の遺族への支援拡充を要求事項とした兵士グループが2022年1月23日に各地の軍事基地で反乱を起こし蜂起。大統領宮殿前で車列が銃撃されたほか宮殿内も荒らされ、当局は午後8時以降の外出を禁止。翌24日には蜂起した兵士グループが「防衛と回復のための愛国運動」（MPSR）と名乗って国営テレビに登場し、MPSRを率いるポール＝アンリ・サンダオゴ・ダミバ中佐が署名した文章を読み上げ、カボレ大統領の解任を宣言。国内の治安状況悪化が継続していることや、国民を団結させる能力が欠如していることをその理由に挙げた。そのほか憲法停止と政府や議会の解散、全土を対象とした夜間外出禁止令、24日午前0時からの国境閉鎖も発表し、ここにカボレ政権は事実上崩壊。また適切な時期に民政復帰を行うとも述べた。MPSRについては、軍のすべての部門が参加した組織だとした。
このほか蜂起した兵士を支持する反政府デモ隊が、カボレが代表を務める進歩のための国民運動の本部を荒らした。
23日に大統領宮殿付近で戦闘が発生して以降、カボレの所在は不明となった。クーデター実行部隊に拘束されたとも、大統領の支持者が安全な場所に移動させたとも、大統領の車列を銃撃したクーデター実行部隊が到着前に警護官が避難させたともされるなど情報が錯綜した。24日午後にはカボレの所有するツイッターアカウントが更新され、反乱勢力に対して武器を置くよう呼びかけるツイートが行われた。
1月31には軍事政権が憲法の回復とダミバの大統領就任を宣言したほか、二人の副大統領が置かれているとした。2月16日の大統領就任式でダミバが就任宣誓を行い、正式に大統領に就任した。3月1日に民政移管に向けた移行憲法が採択され、軍事政権の統治を3年間認めるほか、ダミバを始めとする移行政権大統領や大臣は民政政権の大統領や議員に立候補できないことが定められた。
9月30日に再びクーデターが発生。イブラヒム・トラオレ大尉がダミバに代わりMSPR議長を引き継ぐと宣言し、現政府の解散、憲法の停止、国境の閉鎖を実施するとした。

## 影響
現地のフランス大使館は在留しているフランス国民に向けて状況混乱を理由に日中の不必要な外出を控えるほか、夜間外出をしないように呼びかけた。また1月24日夜のエールフランスの2便が欠航となったことを明らかにした。
日本の『読売新聞』ヨハネスブルク支局記者は同年2月下旬にワガドゥグを訪れ、クーデターへの支持も多く街の雰囲気は明るかったと報告し、その背景として、西アフリカでは経済格差、汚職が深刻で政権への不満がたまりやすいことを挙げている。

## 国外の反応

### 国際機関
- 国際連合 - アントニオ・グテーレス事務総長はクーデターであるとして非難[11]。
- アフリカ連合のムーサ・ファキ委員長はクーデターの試みであると非難[19]。31日には憲法秩序が回復するまでAUにおける全ての活動を停止することを決定[13]。
- 西アフリカ諸国経済共同体はブルキナファソの政情と治安を注視し、軍に対してカボレの身の安全について責任を問うと表明。蜂起した兵士に対しては当局と対話を通じて問題解決を図るよう要求した[4]。またブルキナファソの資格は停止するものの、すべての関係は断ち切らないとも表明[13]。
- 欧州連合 - ジョセップ・ボレル欧州連合外務・安全保障政策上級代表（外相）はカボレが軍の支配下に置かれているとして解放を要求[11]。

### 各国
- アメリカ合衆国 - アメリカ合衆国国務省はカボレが身柄を拘束されたとして、即時解放を要求した[6]。